# ISU Challenger Series 2020/2021
ISU Challenger Series 2020/2021 – 7. edycja zawodów Challenger Series w łyżwiarstwie figurowym. Pierwotnie zawodnicy podczas sezonu mieli wystąpić w dziesięciu zawodach tego cyklu. Ostatecznie do końca sezonu 2020/2021 odbyły się dwa zawody z tego cyklu, Nebelhorn Trophy i Budapest Trophy, zaś klasyfikacji generalnej nie ogłoszono.

## Kalendarium zawodów
| Lp. | Data                               | Miejsce    | Zawody                             | Źr.    |
| --- | ---------------------------------- | ---------- | ---------------------------------- | ------ |
| –   | 16–19 września 2020                | Bratysława | Memoriał Ondreja Nepeli (odwołano) | [ 7 ]  |
| 1   | 23–26 września 2020                | Oberstdorf | Nebelhorn Trophy                   |        |
| –   | 8–11 października 2020             | Espoo      | Finlandia Trophy (odwołano)        | [ 8 ]  |
| 2   | 15–17 października 2020            | Budapeszt  | Budapest Trophy                    |        |
| –   | 29 października – 1 listopada 2020 | Ałmaty     | Memoriał Dienisa Tiena (odwołano)  | [ 9 ]  |
| –   | 12–15 listopada 2020               | Warszawa   | Warsaw Cup (odwołano)              | [ 10 ] |
| –   | 23–30 listopada 2020               | Innsbruck  | Cup of Tyrol (odwołano)            | [ 11 ] |
| –   | TBD                                | Zagrzeb    | Golden Spin of Zagreb              |        |
| –   | TBD                                | Pekin      | Asian Open Trophy                  |        |
| –   | TBD                                | Oakville   | Autumn Classic International       |        |

## Medaliści

### Soliści
| Zawody                       | 1. miejsce                                                        | 2. miejsce                                                        | 3. miejsce                                                        | Źr.                                                               |
| ---------------------------- | ----------------------------------------------------------------- | ----------------------------------------------------------------- | ----------------------------------------------------------------- | ----------------------------------------------------------------- |
| Memoriał Ondreja Nepeli      | Zawody odwołano z powodu pandemii COVID-19                        | Zawody odwołano z powodu pandemii COVID-19                        | Zawody odwołano z powodu pandemii COVID-19                        | [ 7 ]                                                             |
| Nebelhorn Trophy             | Deniss Vasiļjevs                                                  | Gabriele Frangipani                                               | Nikolaj Majorov                                                   | [ 15 ]                                                            |
| Finlandia Trophy             | Zawody odwołano z powodu pandemii COVID-19                        | Zawody odwołano z powodu pandemii COVID-19                        | Zawody odwołano z powodu pandemii COVID-19                        | [ 8 ]                                                             |
| Budapest Trophy              | Daniel Grassl                                                     | Burak Demirboğa                                                   | Aleksandr Selevko                                                 | [ 16 ]                                                            |
| Memoriał Dienisa Tiena       | Zawody odwołano z powodu pandemii COVID-19                        | Zawody odwołano z powodu pandemii COVID-19                        | Zawody odwołano z powodu pandemii COVID-19                        | [ 9 ]                                                             |
| Warsaw Cup                   | Zawody odwołano z powodu pandemii COVID-19                        | Zawody odwołano z powodu pandemii COVID-19                        | Zawody odwołano z powodu pandemii COVID-19                        | [ 10 ]                                                            |
| Cup of Tyrol                 | Zawody odwołano z powodu pandemii COVID-19                        | Zawody odwołano z powodu pandemii COVID-19                        | Zawody odwołano z powodu pandemii COVID-19                        | [ 11 ]                                                            |
| Golden Spin of Zagreb        | Zawody przełożono na nieokreśloną datę z powodu pandemii COVID-19 | Zawody przełożono na nieokreśloną datę z powodu pandemii COVID-19 | Zawody przełożono na nieokreśloną datę z powodu pandemii COVID-19 | Zawody przełożono na nieokreśloną datę z powodu pandemii COVID-19 |
| Asian Open Trophy            | Zawody przełożono na nieokreśloną datę z powodu pandemii COVID-19 | Zawody przełożono na nieokreśloną datę z powodu pandemii COVID-19 | Zawody przełożono na nieokreśloną datę z powodu pandemii COVID-19 | Zawody przełożono na nieokreśloną datę z powodu pandemii COVID-19 |
| Autumn Classic International | Zawody przełożono na nieokreśloną datę z powodu pandemii COVID-19 | Zawody przełożono na nieokreśloną datę z powodu pandemii COVID-19 | Zawody przełożono na nieokreśloną datę z powodu pandemii COVID-19 | Zawody przełożono na nieokreśloną datę z powodu pandemii COVID-19 |

### Solistki
| Zawody                       | 1. miejsce                                                        | 2. miejsce                                                        | 3. miejsce                                                        | Źr.                                                               |
| ---------------------------- | ----------------------------------------------------------------- | ----------------------------------------------------------------- | ----------------------------------------------------------------- | ----------------------------------------------------------------- |
| Memoriał Ondreja Nepeli      | Zawody odwołano z powodu pandemii COVID-19                        | Zawody odwołano z powodu pandemii COVID-19                        | Zawody odwołano z powodu pandemii COVID-19                        | [ 7 ]                                                             |
| Nebelhorn Trophy             | Eva-Lotta Kiibus                                                  | Alexia Paganini                                                   | Jenni Saarinen                                                    | [ 17 ]                                                            |
| Finlandia Trophy             | Zawody odwołano z powodu pandemii COVID-19                        | Zawody odwołano z powodu pandemii COVID-19                        | Zawody odwołano z powodu pandemii COVID-19                        | [ 8 ]                                                             |
| Budapest Trophy              | Loena Hendrickx                                                   | Eva-Lotta Kiibus                                                  | Ałеksandra Fеjgin                                                 | [ 18 ]                                                            |
| Memoriał Dienisa Tiena       | Zawody odwołano z powodu pandemii COVID-19                        | Zawody odwołano z powodu pandemii COVID-19                        | Zawody odwołano z powodu pandemii COVID-19                        | [ 9 ]                                                             |
| Warsaw Cup                   | Zawody odwołano z powodu pandemii COVID-19                        | Zawody odwołano z powodu pandemii COVID-19                        | Zawody odwołano z powodu pandemii COVID-19                        | [ 10 ]                                                            |
| Cup of Tyrol                 | Zawody odwołano z powodu pandemii COVID-19                        | Zawody odwołano z powodu pandemii COVID-19                        | Zawody odwołano z powodu pandemii COVID-19                        | [ 11 ]                                                            |
| Golden Spin of Zagreb        | Zawody przełożono na nieokreśloną datę z powodu pandemii COVID-19 | Zawody przełożono na nieokreśloną datę z powodu pandemii COVID-19 | Zawody przełożono na nieokreśloną datę z powodu pandemii COVID-19 | Zawody przełożono na nieokreśloną datę z powodu pandemii COVID-19 |
| Asian Open Trophy            | Zawody przełożono na nieokreśloną datę z powodu pandemii COVID-19 | Zawody przełożono na nieokreśloną datę z powodu pandemii COVID-19 | Zawody przełożono na nieokreśloną datę z powodu pandemii COVID-19 | Zawody przełożono na nieokreśloną datę z powodu pandemii COVID-19 |
| Autumn Classic International | Zawody przełożono na nieokreśloną datę z powodu pandemii COVID-19 | Zawody przełożono na nieokreśloną datę z powodu pandemii COVID-19 | Zawody przełożono na nieokreśloną datę z powodu pandemii COVID-19 | Zawody przełożono na nieokreśloną datę z powodu pandemii COVID-19 |

### Pary sportowe
| Zawody                       | 1. miejsce                                                        | 2. miejsce                                                        | 3. miejsce                                                        | Źr.                                                               |
| ---------------------------- | ----------------------------------------------------------------- | ----------------------------------------------------------------- | ----------------------------------------------------------------- | ----------------------------------------------------------------- |
| Memoriał Ondreja Nepeli      | Zawody odwołano z powodu pandemii COVID-19                        | Zawody odwołano z powodu pandemii COVID-19                        | Zawody odwołano z powodu pandemii COVID-19                        | [ 7 ]                                                             |
| Nebelhorn Trophy             | Rebecca Ghilardi / Filippo Ambrosini                              | Annika Hocke / Robert Kunkel                                      | Cléo Hamon / Denys Strekalin                                      | [ 19 ]                                                            |
| Finlandia Trophy             | Zawody odwołano z powodu pandemii COVID-19                        | Zawody odwołano z powodu pandemii COVID-19                        | Zawody odwołano z powodu pandemii COVID-19                        | [ 8 ]                                                             |
| Budapest Trophy              | Konkurencja nie została rozegrana                                 | Konkurencja nie została rozegrana                                 | Konkurencja nie została rozegrana                                 | Konkurencja nie została rozegrana                                 |
| Memoriał Dienisa Tiena       | Zawody odwołano z powodu pandemii COVID-19                        | Zawody odwołano z powodu pandemii COVID-19                        | Zawody odwołano z powodu pandemii COVID-19                        | [ 9 ]                                                             |
| Warsaw Cup                   | Konkurencja miała nie być rozgrywana                              | Konkurencja miała nie być rozgrywana                              | Konkurencja miała nie być rozgrywana                              | Konkurencja miała nie być rozgrywana                              |
| Cup of Tyrol                 | Zawody odwołano z powodu pandemii COVID-19                        | Zawody odwołano z powodu pandemii COVID-19                        | Zawody odwołano z powodu pandemii COVID-19                        | [ 11 ]                                                            |
| Golden Spin of Zagreb        | Zawody przełożono na nieokreśloną datę z powodu pandemii COVID-19 | Zawody przełożono na nieokreśloną datę z powodu pandemii COVID-19 | Zawody przełożono na nieokreśloną datę z powodu pandemii COVID-19 | Zawody przełożono na nieokreśloną datę z powodu pandemii COVID-19 |
| Asian Open Trophy            | Konkurencja miała nie być rozgrywana                              | Konkurencja miała nie być rozgrywana                              | Konkurencja miała nie być rozgrywana                              | Konkurencja miała nie być rozgrywana                              |
| Autumn Classic International | Zawody przełożono na nieokreśloną datę z powodu pandemii COVID-19 | Zawody przełożono na nieokreśloną datę z powodu pandemii COVID-19 | Zawody przełożono na nieokreśloną datę z powodu pandemii COVID-19 | Zawody przełożono na nieokreśloną datę z powodu pandemii COVID-19 |

### Pary taneczne
| Zawody                       | 1. miejsce                                                        | 2. miejsce                                                        | 3. miejsce                                                        | Źr.                                                               |
| ---------------------------- | ----------------------------------------------------------------- | ----------------------------------------------------------------- | ----------------------------------------------------------------- | ----------------------------------------------------------------- |
| Memoriał Ondreja Nepeli      | Zawody odwołano z powodu pandemii COVID-19                        | Zawody odwołano z powodu pandemii COVID-19                        | Zawody odwołano z powodu pandemii COVID-19                        | [ 7 ]                                                             |
| Nebelhorn Trophy             | Natálie Taschlerová / Filip Taschler                              | Sasha Fear / George Waddell                                       | Darja Popowa / Wołodomyr Bielikow                                 | [ 20 ]                                                            |
| Finlandia Trophy             | Zawody odwołano z powodu pandemii COVID-19                        | Zawody odwołano z powodu pandemii COVID-19                        | Zawody odwołano z powodu pandemii COVID-19                        | [ 8 ]                                                             |
| Budapest Trophy              | Ołeksandra Nazarowa / Maksym Nikitin                              | Katharina Müller / Tim Dieck                                      | Sasha Fear / George Waddell                                       | [ 21 ]                                                            |
| Memoriał Dienisa Tiena       | Zawody odwołano z powodu pandemii COVID-19                        | Zawody odwołano z powodu pandemii COVID-19                        | Zawody odwołano z powodu pandemii COVID-19                        | [ 9 ]                                                             |
| Warsaw Cup                   | Konkurencja miała nie być rozgrywana                              | Konkurencja miała nie być rozgrywana                              | Konkurencja miała nie być rozgrywana                              | [ 22 ]                                                            |
| Cup of Tyrol                 | Zawody odwołano z powodu pandemii COVID-19                        | Zawody odwołano z powodu pandemii COVID-19                        | Zawody odwołano z powodu pandemii COVID-19                        | [ 11 ]                                                            |
| Golden Spin of Zagreb        | Zawody przełożono na nieokreśloną datę z powodu pandemii COVID-19 | Zawody przełożono na nieokreśloną datę z powodu pandemii COVID-19 | Zawody przełożono na nieokreśloną datę z powodu pandemii COVID-19 | Zawody przełożono na nieokreśloną datę z powodu pandemii COVID-19 |
| Asian Open Trophy            | Zawody przełożono na nieokreśloną datę z powodu pandemii COVID-19 | Zawody przełożono na nieokreśloną datę z powodu pandemii COVID-19 | Zawody przełożono na nieokreśloną datę z powodu pandemii COVID-19 | Zawody przełożono na nieokreśloną datę z powodu pandemii COVID-19 |
| Autumn Classic International | Zawody przełożono na nieokreśloną datę z powodu pandemii COVID-19 | Zawody przełożono na nieokreśloną datę z powodu pandemii COVID-19 | Zawody przełożono na nieokreśloną datę z powodu pandemii COVID-19 | Zawody przełożono na nieokreśloną datę z powodu pandemii COVID-19 |